# Čedomir Vitkovac
Čedomir Vitkovac (Kruševac, 28. listopada 1982.) je srbijanski profesionalni košarkaš. Igra na poziciji malog krila.

## Karijera
Karijeru je započeo 1999. u svom domaćem klubu Napretku. Ondje je proveo 4 sezone, a u ljeto 2003. potpisuje za Crvenu zvezdu. U Zvezdi je proveo 3 sezone, a u ljeto 2006. napušta klub i odlazi u Vojvodinu Srbijagas. U lipnju 2007. potpisuje za Partizan, kako bi zamijenio Luku Bogdanovića koji je tada bio napustio klub. Nakon dvije sezone u Partizanu odlazi u crnogorsku Budućnost. U sezoni 2008/09. u Euroligi imao prosjek od 3.6 poena, 1.9 skoka, 0.2 asistencije i 0.4 ukradene lopte, dok je taj prosjek u NLB ligi bio 4.1 koševa, 2.6 skokova, 0.4 asistencije i 0.7 krađa po utakmici.

## Vanjske poveznice
- Profil na NLB.com